# 羅森巴德
羅森巴德（瑞典語：Rosenbad）是瑞典首都斯德哥尔摩市中心的一座建築，由瑞典政府所有。羅森巴德竣工於1902年，最初是一座多功能建築，並設有同名餐廳。現在羅森巴德是瑞典總理辦公大樓。

## 外部連結
- official Rosenbad building website （页面存档备份，存于）